# Tom Savini
Thomas Vincent Savini, detto Tom (Pittsburgh, 3 novembre 1946), è un attore, truccatore, effettista e regista statunitense.

## Biografia
Di origini italiane, è stato educato nella religione cattolica e si è laureato nella High School Central Catholic. Ha vinto diversi Saturn Award per il miglior trucco e i migliori effetti speciali. Inoltre è noto per la sua collaborazione con George A. Romero nella tetralogia degli Zombi, così come per il lavoro svolto su Venerdì 13, Dimensione terrore e Maniac. Ha diretto il remake del 1990 de La notte dei morti viventi. Nonostante si sia ufficialmente ritirato dal settore degli effetti speciali, Savini continua a dirigere, produrre e partecipare in diversi lungometraggi. Tuttavia, il regista continua a sfornare nuove generazioni di creatori di effetti speciali con la sua scuola.

### Carriera

#### Effetti speciali
Tom Savini è noto in primo luogo per il suo lavoro nel campo degli effetti speciali e del trucco. Iniziò a lavorare a fianco del regista di Pittsburgh George A. Romero, creando un buon effetto speciale - nonostante fosse primitivo - nella sequenza d'apertura di Wampyr (1977). L'anno successivo, lavorando con un budget molto più consistente su Zombi (1978), Savini riuscì a creare il suo cosiddetto "marchio di fabbrica": mutilazioni, decapitazioni e morsi sanguinolenti. Gli effetti sanguinolenti di Zombi vennero poi largamente imitati ma mai migliorati se non con il suo lavoro svolto sul successivo episodio della "tetralogia degli zombi", Il giorno degli zombi (1985).
Savini ha anche lavorato sui film di Dario Argento e Tobe Hooper. I suoi effetti speciali realistici si possono notare anche in film come Maniac, che non a caso contiene la controversa scena della sparatoria. Forse il più famoso lavoro di Tom Savini per quanto riguarda gli effetti speciali è quello svolto sul primo episodio della saga di Venerdì 13.

#### Apparizioni in TV e al cinema
La maggior parte dei personaggi interpretati nella carriera di Savini sono dei motociclisti. L'attore interpreta un personaggio secondario in Wampyr (1977), ma l'anno successivo passa a interpretare il minaccioso e "cattivissimo" motociclista in Zombi (1978), un ruolo che ha ripreso in un cameo nella continuazione del 2005 della serie, La terra dei morti viventi.
Successivamente ha avuto una piccolissima parte in L'alba dei morti viventi, del 2004, nel ruolo di uno sceriffo. Un ruolo di maggiore spicco come motociclista è quello che gli venne assegnato in Knightriders - I cavalieri di Romero (1981). Uno dei ruoli che lo ha reso celebre come attore è quello che Quentin Tarantino e Robert Rodriguez gli assegnarono nel 1996 in Dal tramonto all'alba, quello del motociclista Sex Machine.
Nel 2006 Savini ha interpretato Prester John, il leggendario nemico del film Sea of Dust. Sempre nel 2006, ha interpretato un eremita folle nel film Demonic. Nel 2007 Savini ha interpretato il ruolo dello sceriffo Tolo in Grindhouse - Planet Terror, uno dei due segmenti del film Grindhouse, diretto da Robert Rodriguez.
Sempre sotto la direzione di Robert Rodriguez interpreta il ruolo di Osiris Amanpour nel film del 2010 Machete e in quello del 2013 Machete Kills. Inoltre ha doppiato se stesso nel cartone animato I Simpson, nell'episodio della dodicesima stagione Il peggior episodio mai visto. Nel 2012 compare nel film Django Unchained di Quentin Tarantino dove interpreta un membro della banda alle porte di Candyland.

### Servizio militare

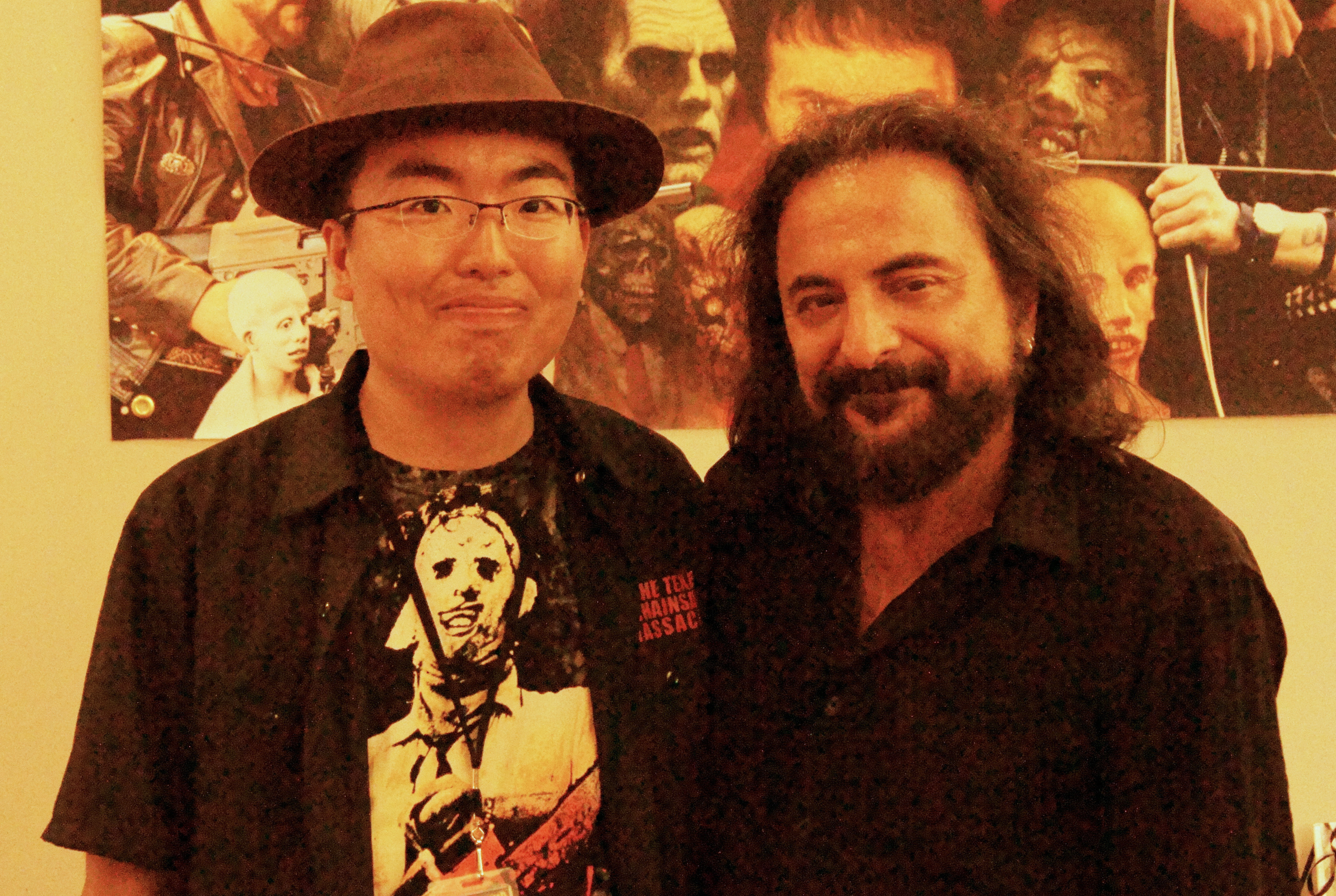
Tom Savini e Ryota Nakanishi nel 2012

Savini fu un fotografo sul campo della guerra del Vietnam: qui la violenza e la morte da cui era circondato lo aiutarono, da un certo punto di vista, quando al ritorno negli Stati Uniti iniziò a lavorare sul trucco per i film horror.
Nel 1970, mentre Savini faceva da guardia sul campo di battaglia, un razzo luminoso venne fatto brillare nell'area di giungla che egli copriva. Andando contro il protocollo militare, Savini iniziò a sparare contro gli arbusti senza informare i superiori. Altri soldati, come lui, iniziarono a sparare sino a quando dai cespugli non uscì un'anatra, completamente illesa. A causa della disobbedienza agli ordini, Savini fu portato via dal suo bunker la sera successiva. Il bunker venne attaccato quella stessa sera e molti soldati vennero uccisi. Savini, da quest'episodio, si guadagnò il soprannome di "Ammazzanatre", e da quel giorno non mangia più anatre.

### Scuole
Tom Savini è un collega di Dick Smith, che porta avanti un seminario sul trucco avanzato professionale nell'ultimo semestre del programma del Douglas Education Center. Smith è conosciuto per il suo lavoro sugli effetti speciali de L'esorcista.

## Filmografia parziale

### Regista
- Un salto nel buio (Tales From The Darkside), 3 episodi (1985)
- La notte dei morti viventi (1990)
- Chill Factor: House Call (2004)
- The Theatre Bizarre (segmento "Wet Dreams") (2011)

### Attore
- Wampyr (Martin), regia di George A. Romero (1977)
- Zombi, regia di George A. Romero (1978)
- Maniac, regia di William Lusting (1980)
- Knightriders - I cavalieri (Knightriders), regia di George A. Romero (1981)
- Creepshow, regia di George A. Romero (1982)
- Creepshow 2, regia di Michael Gornick (1987)
- Monkey Shines - Esperimento nel terrore, regia di George A. Romero (1988)
- Amore all'ultimo morso (Innocent Blood), regia di John Landis (1992)
- Dal tramonto all'alba (From Dusk till Dawn), regia di Robert Rodriguez (1996)
- Children of the Living Dead, regia di Tor Ramsey (2001)
- Ted Bundy, regia di Matthew Bright (2002)
- Zombiegeddon, regia di Chris Watson (2003)
- L'alba dei morti viventi (Dawn of the Dead), regia di Zack Snyder (2004)
- La terra dei morti viventi (Land of the Dead), regia di George A. Romero (2005)
- La foresta dei dannati (Forest of the Damned), regia di Johannes Roberts (2006)
- Grindhouse - Planet Terror (Planet Terror), regia di Robert Rodriguez (2007)
- Zack & Miri - Amore a... primo sesso (Zack and Miri Make a Porno), regia di Kevin Smith (2008)
- Fanboys (Fanboys), regia di Kyle Newman (2009)
- Machete, regia di Robert Rodriguez e Ethan Maniquis (2010)
- Redd Inc., regia di Daniel Krige (2012)
- Noi siamo infinito (The Perks of Being a Wallflower), regia di Stephen Chbosky (2012)
- Django Unchained, regia di Quentin Tarantino (2012) - cameo
- Machete Kills, regia di Robert Rodriguez (2013) - cameo
- Dal tramonto all'alba - La serie (From Dusk till Dawn: The Series), di Robert Rodriguez (2014-2016)
- Terrifier 3, regia di Damien Leone (2024)               -cameo

### Trucco
- Wampyr (Martin), regia di George A. Romero (1977)
- Zombi, regia di George A. Romero (1978)
- Venerdì 13 (Friday the 13th), regia di Sean S. Cunningham (1980)
- Maniac, regia di William Lustig (1980)
- The Burning, regia di Tony Maylam (1981)
- Rosemary's Killer regia di Joseph Zito (1981)
- Nightmare (Nightmares in a damage brain) regia di Romano Scavolini (1981)
- Creepshow, regia di George A. Romero (1982)
- Nel buio da soli, regia di Jack Sholder (1982)
- Venerdì 13 - Capitolo finale (Friday the 13th: The Final Chapter), regia di Joseph Zito (1984)
- Il giorno degli zombi (Day of the Dead), regia di George A. Romero (1985)
- Non aprite quella porta - Parte 2 (The Texas Chainsaw Massacre 2), regia di Tobe Hooper (1986)
- Creepshow 2, regia di Michael Gornick (1987)
- Monkey Shines - Esperimento nel terrore, regia di George A. Romero (1988)
- Red Scorpion - Scorpione rosso, regia di Joseph Zito (1989)
- Trauma, regia di Dario Argento (1993)
- Redd Inc., regia di Daniel Krige (2012)

## Doppiatori italiani
- Eugenio Marinelli in Dal tramonto all'alba, Zack & Miri - Amore a... primo sesso, Noi siamo infinito
- Alessandro Ballico in Machete, Machete Kills
- Sandro Tuminelli in Creepshow 2
- Bruno Alessandro in Grindhouse - Planet Terror